# کاتزوینکل
کاتزوینکل (به آلمانی: Katzwinkel) یک شهر در آلمان است که در راینلاند-فالتس واقع شده‌است.

## خصوصیات
کاتزوینکل ۲٬۰۰۴ نفر جمعیت دارد.